# Верхняя Бирюса
Верхняя Бирюса — посёлок в городском округе город Дивногорск Красноярского края России.

## География
Поселок расположен в истоке реки Бирюса в лесной левобережной части городского округа примерно в 23 километрах на запад-юго-запад от города Дивногорск.

## Климат
Климат резко континентальный с большой годовой (38ºС) и суточной (12º-14ºС) амплитудой колебаний температуры воздуха. Температура воздуха. Средняя годовая температура воздуха положительная и составляет 0,5º — 0,6ºС. Самым холодным месяцем в году является январь — минус 17ºС, самым жарким является июль — плюс 18,4ºС. Абсолютный минимум минус 53ºС, абсолютный максимум плюс 36ºС. Переход температуры воздуха через 0º С осенью происходит в начале последней декады октября, весной в первой декаде апреля. Продолжительность безморозного периода 118 дней.

## Население
| 2010 |
| ---- |
| 92   |

Постоянное население составляло 92 человека в 2010.

## Инфраструктура
Бирюсинское участковое лесничество, кемпинг, фельдшерско-акушерский пункт.

## Транспорт
04А-010 Верхняя Бирюса — Ибрюль, протяженность 35,1 км.